# Sinbad og tigerens øje
Sinbad og tigerens øje (Sinbad and the Eye of the Tiger) er en engelsk fantasyfilm fra 1977, instrueret af Sam Wanamaker og primært bemærkelsesværdig for animatoren Ray Harryhausens stop-motion-effekter. Det var den tredje og sidste af Harryhausens populære Sinbad-film.
Patrick Wayne spiller hovedrollen som kaptajn Sinbad, der sammen med vismanden Melanthius (Patrick Troughton) og dennes datter (Taryn Power) prøver at hjælpe en prinsesse (Jane Seymour) og hendes forheksede bror (Damien Thomas) mod en ond troldkvinde (Margaret Whiting). Filmens stop-motion-effekter omfatter en skakspillende bavian, en mekanisk minotaurus, en forvokset bi, en kæmpe hvalros, en hjælpsom hulemand med horn i panden, og en sabeltiger.
I enkelte scener spilles minotauren af Peter Mayhew, bedre kendt som Chewbacca i Star Wars-filmene.

## Eksterne Henvisninger
- Sinbad og tigerens øje på Internet Movie Database (engelsk)
- Sinbad og tigerens øje i Svensk Filmdatabas (svensk)
- Sinbad og tigerens øje på AlloCiné (fransk)
- Sinbad og tigerens øje på MovieMeter (nederlandsk)
- Sinbad og tigerens øje på AllMovie (engelsk)
- Sinbad og tigerens øje hos American Film Institute (engelsk)
- Sinbad og tigerens øje på Turner Classic Movies (engelsk)
- Sinbad og tigerens øje på The Movie Database (engelsk)
- Sinbad og tigerens øje på Rotten Tomatoes (engelsk)
- Sinbad og tigerens øje på Filmaffinity (engelsk)